# Eleocharis ramboii
Eleocharis ramboii är en halvgräsart som beskrevs av H.E.Hess. Eleocharis ramboii ingår i släktet småsäv, och familjen halvgräs. Inga underarter finns listade i Catalogue of Life.